# Pomacentrus brachialis
Pomacentrus brachialis är en fiskart som beskrevs av Cuvier, 1830. Pomacentrus brachialis ingår i släktet Pomacentrus och familjen Pomacentridae. Inga underarter finns listade i Catalogue of Life.